# کهن‌بال ۹۸۶۰
سیارک ۹۸۶۰ (به انگلیسی: 9860 Archaeopteryx، نامگذاری:1991PW9) نه هزار و هشتصد و شصتمین سیارک کشف شده‌است که در ۶ اوت ۱۹۹۱ کشف شد.
قدر مطلق سیارک برابر ۳۵.۴ است.